# Crazy Love – Liebe schwarz auf weiß
Crazy Love – Liebe schwarz auf weiß (englisch Secret Admirer ‚Geheimer Bewunderer‘) ist ein US-amerikanischer Spielfilm aus dem Jahr 1985. Der Film ist Teil einer Welle von romantischen Teenager-Sex-Komödien, die Mitte der 1980er Jahre auf einem Höhepunkt war. Regisseur David Greenwalt, der zusammen mit Jim Kouf auch das Drehbuch schrieb, gab mit dem Film in dieser Rolle gleichzeitig sein Debüt.

## Handlung
Der sechzehnjährige Michael Ryan findet an der Highschool einen leidenschaftlichen, aber anonymen Liebesbrief in seinem Spind. Da Michael seit einiger Zeit ein Auge auf die blonde Klassenschönheit Deborah Anne („Debbie“) Fimple geworfen hat, redet sein Freund Roger ihm prompt ein, dass dieser Brief von ihr stammen muss – was sich allerdings schnell als Irrtum erweist. In seiner Besessenheit für Debbie bemerkt Michael nicht, dass seine langjährige Schulfreundin Toni Williams heimlich in ihn verliebt ist.
Durch Michaels kleinen Bruder Jeff gerät der Brief zufällig in ein Buch seines Vaters George, das dieser für die Abendschule besitzt. Michaels Mutter Connie glaubt dadurch an eine heimliche Affäre ihres Mannes, während dieser irrtümlich  vermutet, dass Debbies Mutter Elizabeth, die in der Abendschule seine Lehrerin ist, Interesse an ihm hat.
Auf Tonis Vorschlag hin schreibt Michael an Debbie ebenfalls einen anonymen Liebesbrief und übergibt ihn an Toni, die mit Debbie befreundet ist und ihn daher an diese weitergeben soll. Toni öffnet den Brief heimlich und bemerkt, dass er nur aus einer Aneinanderreihung von Zitaten aus Grußkarten besteht. Sie schreibt ihn darauf in romantischer und leidenschaftlicher Weise neu. Debbie versteckt den Brief vor ihrem Freund Steve Powers, einem Studenten eines lokalen College, in der Handtasche ihrer Mutter. Debbies Vater Lou, ein temperamentvoller Polizeibeamter, denkt nun, dass seine Frau ihn betrügt. Elizabeth nimmt ihrerseits an, dass auch George Interesse an ihr hat, obwohl sowohl sie als auch ihre Ehepartner seit längerem miteinander befreundet sind. Lou, der seiner Frau heimlich gefolgt ist, sieht die beiden zusammen aus dem Schulgebäude kommen. Er fährt darauf zu Connie und informiert diese über seine Beobachtungen, worauf beide ihre Befürchtungen bestätigt sehen.
Als Michael einen zweiten Brief an Debbie schreibt, verfasst Toni diesen wiederum heimlich neu und arrangiert dann ein Treffen zwischen den beiden. Als Michael sich dort als Absender der Briefe zu erkennen gibt, willigt Debbie sofort in eine Verabredung mit ihm ein. Michael muss jedoch schnell feststellen, dass Debbie anders ist als er sie sich vorgestellt hat, und erkennt, dass sie beide nicht zusammenpassen. Deutlich wird dies auch auf Michaels Geburtstagsparty, die Toni aus Freundschaft bei ihr zu Hause ausrichtet. Debbie will dort als Geburtstagsgeschenk für Michael mit ihm schlafen, was Michael jedoch letzten Endes nicht fertigbringt.
Zur selben Zeit entladen sich auf einem Bridgeabend die zwischen Debbies und Michaels Eltern aufgestauten Spannungen in einem wüsten Handgemenge. Als Debbie und Michael anschließend nach Hause kommen, ertappen sie dort ihre laut streitenden Eltern beim Vorlesen aus ihren Liebesbriefen. Empört klären beide sie über die Herkunft der Briefe auf, wodurch sie auch die entstandenen Missverständnisse ausräumen. Michael ist inzwischen immer mehr bewusst geworden, dass auch er für Toni mehr als nur Freundschaft empfindet. Er sucht Toni daher nach der Party nochmals auf und fragt sie, ob sie einmal mit ihm ausgehen würde. Da sich Toni jedoch von ihm und Debbie ausgenutzt fühlt, erteilt sie Michael eine energische Abfuhr.
Unmittelbar vor Beginn des nächsten Schuljahres gibt Debbie ihre beiden Briefe enttäuscht an Michael zurück. Durch einen Vergleich der Handschrift darauf mit der auf dem an ihn gerichteten Liebesbrief wird Michael schlagartig klar, dass auch dieser von Toni stammt. Als er bei ihr anruft, teilt ihre Mutter ihm jedoch mit, dass Toni gerade im Begriff sei abzureisen. Sie wolle das nächste Schuljahr an Bord eines Schulbootes verbringen und sei in dieser Zeit abwesend. Nach einer kurzen Auseinandersetzung mit Steve, der mittlerweile von Michaels Beziehung mit Debbie erfahren hat, rast Michael in dessen Auto zum Hafen. Er kommt jedoch erst dort an, als das Schulboot gerade abgelegt hat. Vom Pier aus hinter Toni her rufend, gesteht Michael ihr seine Liebe. Nachdem Toni ihm gegenüber das Gleiche getan hat, springen beide ins Wasser, schwimmen aufeinander zu und küssen sich.

## Hintergrund
Der Film wurde zum größten Teil in Burbank im Los Angeles County gedreht, wobei die Anfangsszenen auf einem ehemaligen Gelände der Burbank Highschool entstanden. Lediglich die finale Szene wurde im Hafen von Long Beach am damaligen Pier 2, der heute Pier D heißt, aufgenommen. Bei dem dort als Schulboot gezeigten Schiff handelt es sich um eine 1983 als Pilgrim of Newport fertiggestellte Replik eines Schoners aus dem 18. Jahrhundert, der heute den Namen Spirit of Dana Point trägt und gegenwärtig am Ocean Institute im Hafen von Dana Point stationiert ist.
Hauptdarsteller C. Thomas Howell arbeitete nach Die rote Flut in diesem Film zum zweiten Mal mit seinem Vater zusammen, der in beiden Filmen als Stunt-Action-Koordinator tätig war. Er übernahm auch sämtliche Actionszenen im Film selbst.
Das offizielle Einspielergebnis des Films in den USA lag bei gut 8,62 Millionen US-Dollar.
Seine Kinopremiere hatte der Film am 14. Juni 1985, am 7. Januar 2003 erschien er auch auf DVD.

## Kritiken
Crazy Love erhielt ein eher schlechtes Presseecho, was sich auch in den Auswertungen US-amerikanischer Aggregatoren widerspiegelt. So erfasst Rotten Tomatoes überwiegend kritische Besprechungen und ordnet den Film dementsprechend als „Gammelig“ ein. Laut Metacritic fallen die Bewertungen im Mittel „Durchwachsen oder Durchschnittlich“ aus.
Im All Movie Guide wurde bemängelt, dass der Film unter „einigen grundlegenden Schwächen seines Genres“ wie einer klischeehaften, vorhersehbaren Handlung, naiv gestrickten Erwachsenencharakteren und plumpen Dialogen leide. Sehenswert sei jedoch die „ergreifende und liebenswerte“ Darstellung von Lori Loughlin.
Janet Maslin äußerte sich in der New York Times insbesondere bezüglich Atmosphäre und Dialoge über den Film ähnlich negativ und bezeichnete die Darstellung von Fred Ward, der ein „unerwartetes komödiantisches Talent zeige“, als „einzigen Lichtblick“.
Das Lexikon des Internationalen Films bezeichnete den Film als eine „seichte Pubertätsklamotte mit Anleihen beim Melodram, die überwiegend durch Verwechslungskomik zu unterhalten versucht, ohne Charaktere und Partnerbeziehungen tiefer auszuloten“.

## Sonstiges
Die Rolle der Toni Williams, die sich für einen Freund als amouröser Ghostwriter betätigt, weist gewisse Parallelen zur Titelfigur im Drama Cyrano de Bergerac von Edmond Rostand auf. Auch die im Film geschilderte Dreiecksgeschichte zwischen den drei Hauptfiguren ist dementsprechend in mancher Weise ähnlich wie die in Rostands Drama angelegt.